# 岩合光昭
岩合光昭（日语：岩合 光昭，1950年11月27日—），出生於日本東京都，野生動物攝影師。

## 生平
岩合光昭畢業於日本法政大學經濟學系，其父親岩合德光也是野生動物攝影師，早年他作為父親的助手一同訪問加拉巴哥群島時便立定志向作為一個動物攝影師，並且開始到全世界各地拍攝野生動物與貓等題材。1979年時，作品『海からの手紙』（朝日新聞）獲得第五屆木村伊兵衛賞; 其作品也曾兩度登上《國家地理雜誌》封面，是少數能有此成就的日本人。此外，岩合光昭目前也是相機製造商奧林巴斯的代言人。
2019年，岩合光昭執導的首部電影作品《爺爺與喵》上映，由立川志之輔主演，故事改編自暢銷漫畫《爺爺與小玉喵》。

## 攝影作品
- 今天也能遇見貓 - 日本的貓寫真集 （きょうも、いいネコに出会えた—ニッポンの猫写真集 - 日本出版社）
- 地中海的貓 （地中海の猫 - 新潮社）
- 貓金星 - 日本的貓寫真集 （ネコに金星—ニッポンの猫写真集 - 日本出版社）
- 雪猴子 （スノーモンキー - 新潮文庫）
- 企鵝大陸 （ペンギン大陸 - 小學館）

## 外部連結
- Digtial Iwago （页面存档备份，存于）
- Global Warming Witness - MITSUAKI IWAGO
- 岩合光昭的野生动物摄影